# Berwijn
El Berwijn (francès: Berwinne) és un riu de Bèlgica que neix al llogaret Birven, un nucli avall del Mausoleu i cementiri americà a la frontera entre Henri-Chapelle i Aubel, a la província de Lieja a Bèlgica i que desemboca al Mosa a Moelingen.

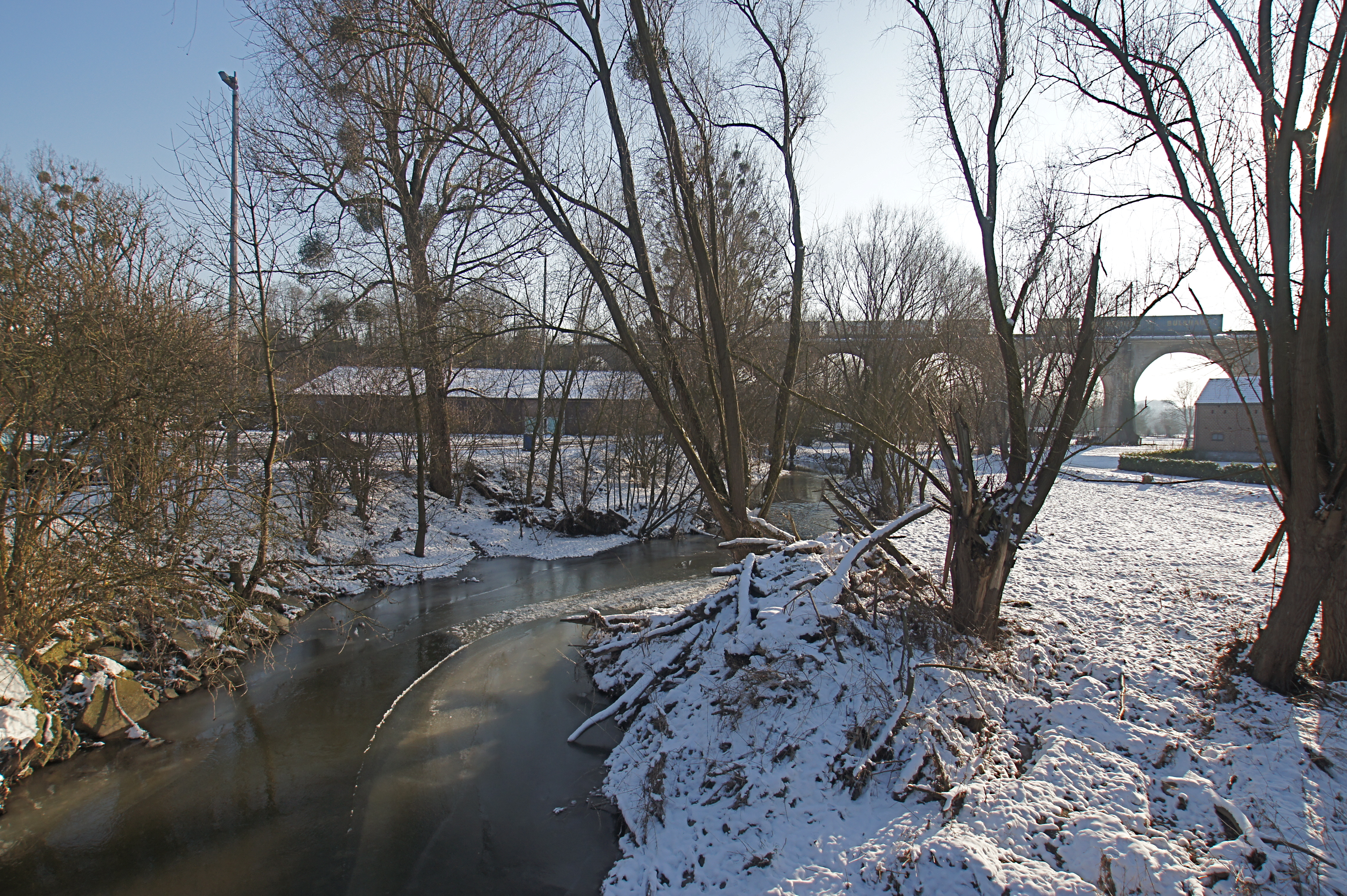
Viaducte ferroviari sobre la vall del Berwijn a Berneau

El 1216 el comte de Dalhem va donar les terres a la vall del Berwijn, a l'aiguabarreig amb el Bel als monjos de l'orde cistercenc de l'Abadia d'Ebersbach al bisbat de Magúncia. Hi van construir l'abadia de Val-Dieu i desenvolupar la regió.
Fins al 1995, el riu era força pol·luït, per l'absència de clavegueram a molts municipis i per la indústria (sulfats i hidròxids de ferro de les mines que rentaven el carbó), detergents utilitzats per rentar camions, deixalles orgàniques d'un escorxador i d'una fàbrica d'aliments, excés de nitrats utilitzats com adob als camps de conreu... A poc a poc el riu i els afluents van despol·luir-se. L'ocàs de l'extracció del carbó, dramàtic al nivell social, va ser molt benèfic per a la natura.
El 2002 un primer pas de peix va construir-se a la resclosa de Berneau, dos més van seguir el 2004 a Mortroux i al seu afluent l'Asse. A Val-Dieu es troba el darrere molí d'aigua actiu al qual es projecta una petita central hidroelèctrica. La conca compta una fauna d'unes 31 espècies de peixos. Les primeres truites de mar van observar-se el 1983, quatre anys després de tancar la mina de Blegny. La captura de dos salmons atlàntics el 23 de gener de 2003 és un fet destacable a la història de la renaturalització progressiva en un quart de segle.
El cabal mitjà a Dalhem és d'1,151 m³/s amb variacions estacionals entre 0,511 m³/s i 1,434 m³/s. A prop de la desembocadura al Mosa té un cabal mitjà de 3,19 m³/s.

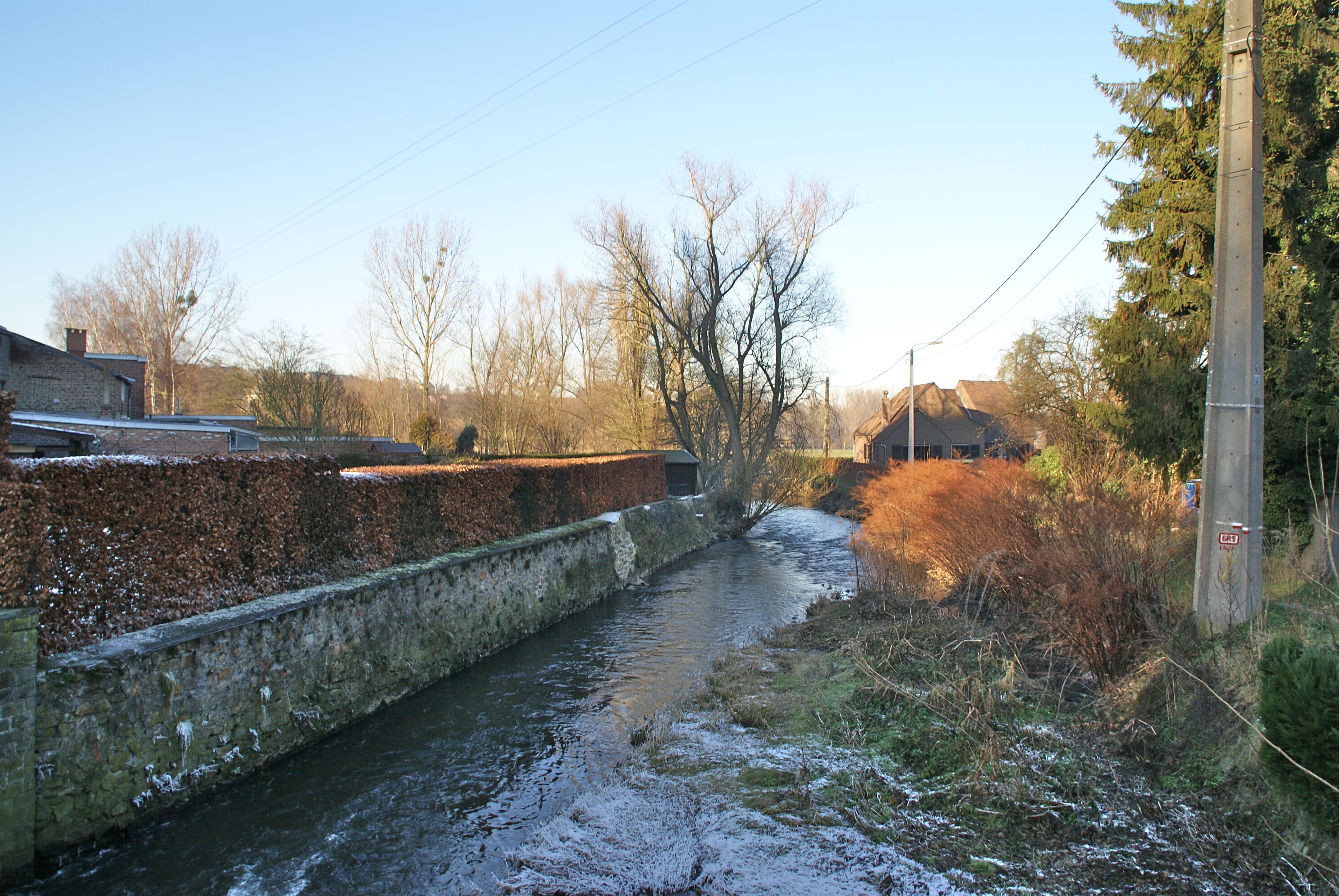
El Berwijn al centre de Dalhem
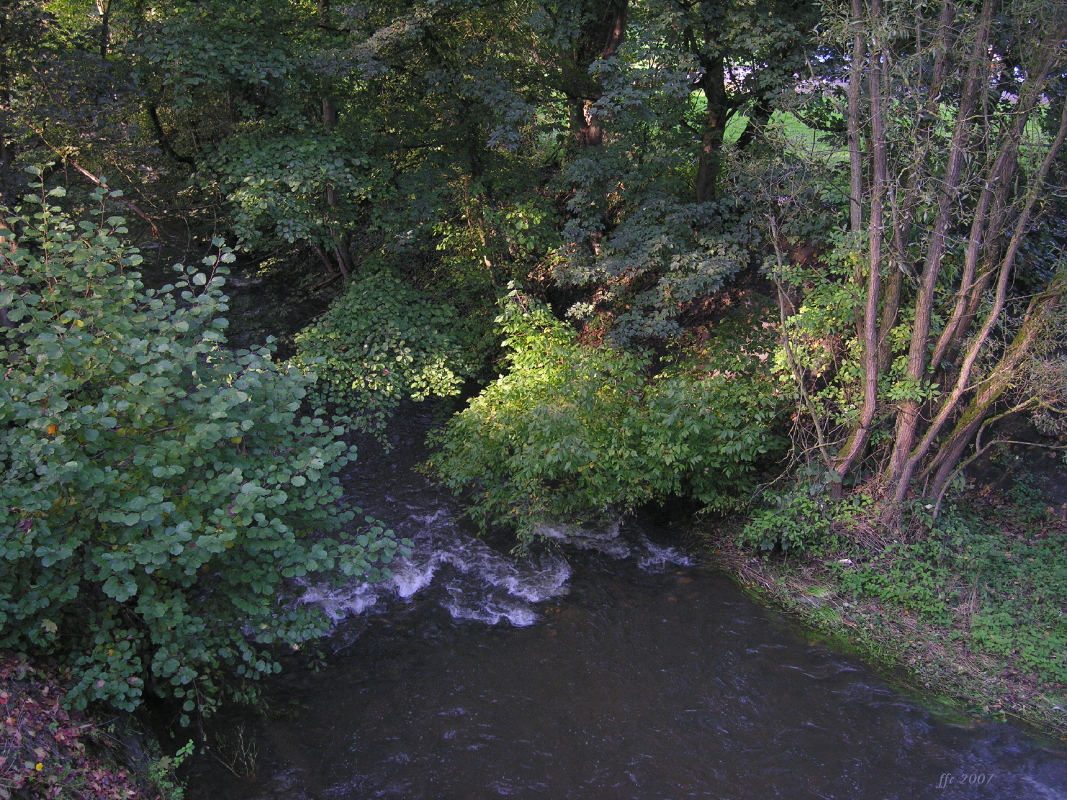
El Berwijn a Val-Dieu
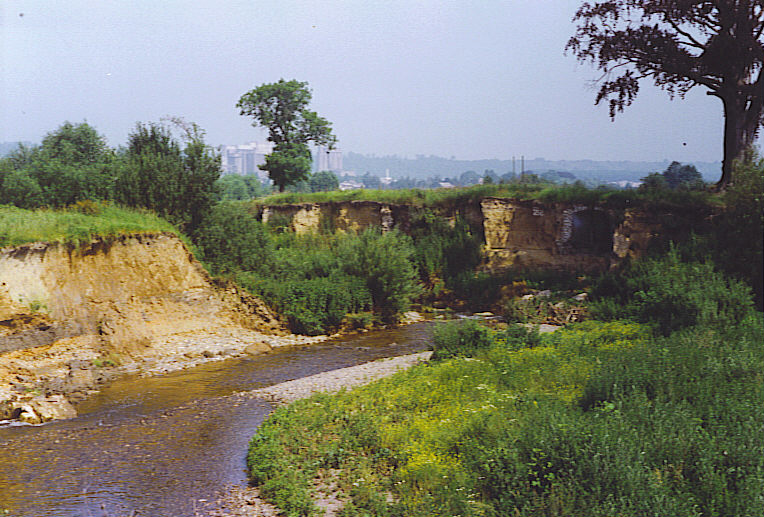
El Berwijn prop de Visé
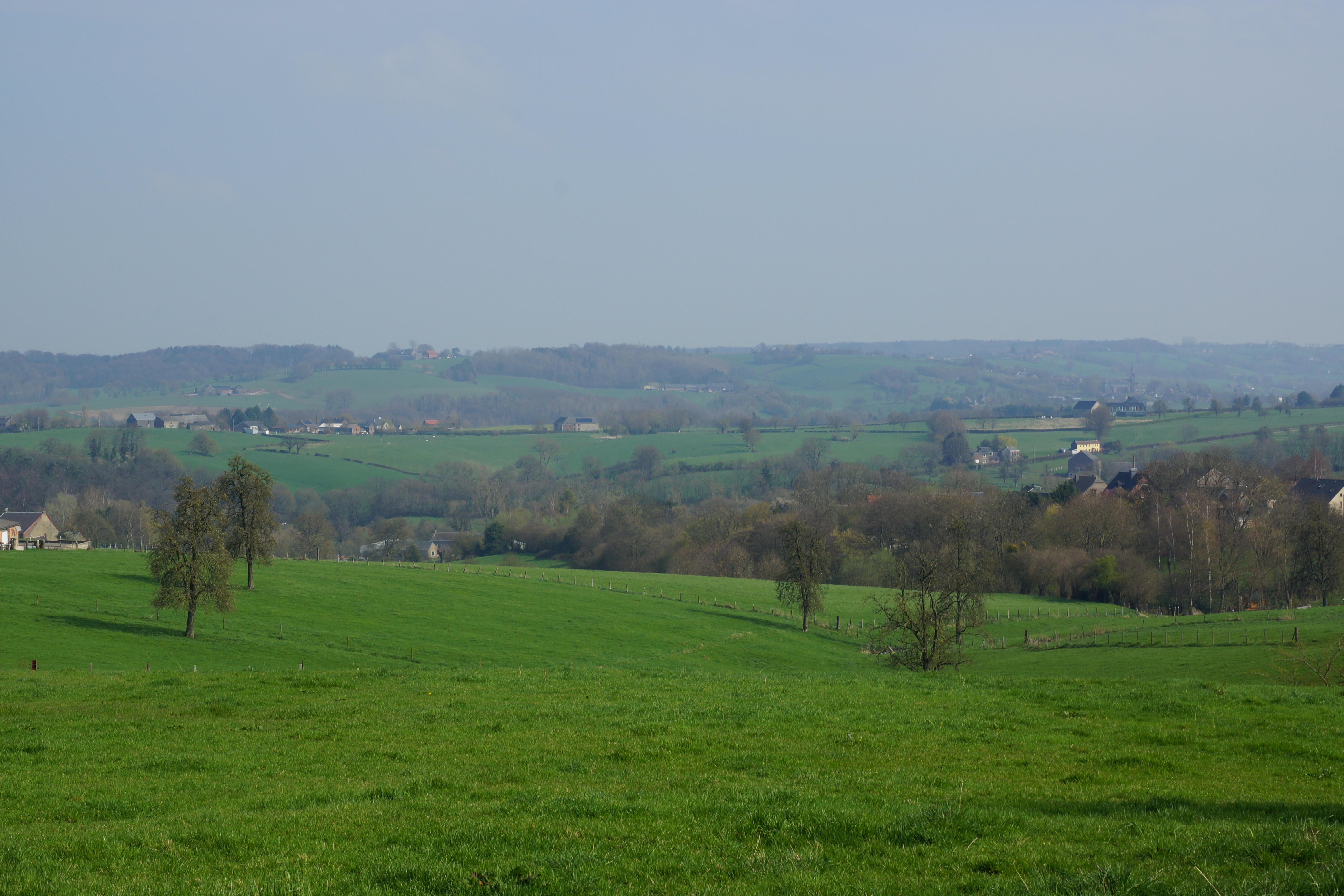
La vall del Berwijn vista des de Julémont

## Afluents
- el ri d'Asse a Mortroux[5]
- el Riu de la Trappe o Vlamerie (Froidthier)
- el Befve (Charneux)
- el Bel
- el Bolland
- el riu de Mortier